# Fabriciana niraea
Fabriciana niraea is een vlinder uit de familie van de Nymphalidae. De wetenschappelijke naam van de soort is voor het eerst geldig gepubliceerd in 1913 door Charles Oberthür.